# Молья, Жорди
Жорди Молья́ Пера́лес (кат. Jordi Mollà Perales; род. 1 июля 1968, Оспиталет-де-Льобрегат) — испанский (каталонский) актёр, режиссёр, сценарист, художник.

## Биография
Жорди Молья окончил Театральный институт в Барселоне, учился актёрскому мастерству в Италии, Венгрии, Великобритании. После нескольких телевизионных выступлений и спектаклей в Театре Ллиуре он дебютировал в кино, сыграв в фильме Ветчина, ветчина (1992) роль подростка Хосе Луиса. Во время съемок фильма «Кокаин» (2001) он завязал дружбу, которая длится до сих пор, с актером Джонни Деппом. Молья был номинирован на премию «Гойя» пять раз: за лучший короткометражный фильм, как лучший актер второго плана и трижды как исполнитель главной роли.
Снимается у крупнейших режиссёров Испании и других стран. С 2004 года активно выставляется как художник в галереях Мадрида и Барселоны.

## Избранная фильмография

### Актер
- 1992: Ветчина, ветчина (Бигас Луна)
- 1993: Historias de la puta mili (Мануэль Эстебан)
- 1994: Le fusil de bois (Пьер Дельрив)
- 1994: Todo es mentira (Альваро Фернандес Армеро)
- 1994: Historias del Kronen / Истории Кронена (Мончо Армендарис)
- 1994: Mi hermano del alma (Мариано Барросо)
- 1994: Alegre ma non troppo (Фернандо Коломо)
- 1995: Цветок моей тайны (Педро Альмодовар)
- 1995: Los hombres siempre mienten (Антонио дель Реаль)
- 1996: La cible (Pierre Courrège)
- 1996: Селестина (Херардо Вера, номинация на премию «Гойя») — Пармено
- 1997: Perdona bonita, pero Lucas me quería a mí / Извини, красотка, но Лукас любил меня (Дуния Айасо и Феликс Сабросо)
- 1997: Счастливая звезда (Рикардо Франко, номинация на премию «Гойя», премия МКФ в Мар-дель-Плата)
- 1998: Los años bárbaros / Варварские годы (Фернандо Коломо)
- 1998: Dollar for the Dead (Gene Quintano)
- 1998: El pianista (Марио Гас)
- 1999: Volavérunt / Обнажённая Маха (Бигас Луна)
- 1999: Nadie conoce a nadie / Никто никого не знает (Матео Хиль)
- 1999: Segunda Piel / Вторая кожа (Херардо Вера, номинация на премию «Гойя»)
- 2001 Son de mar / Шум моря (Бигас Луна)
- 2001: Кокаин (Тед Демме) — Диего Дельгадо
- 2002 No somos nadie / Мы никто (Жорди Молья)
- 2003: Чемоданы Тульса Люпера: Моавитская история (Питер Гринуэй) — Ян Пальмерион
- 2003: Плохие парни 2 (Майкл Бэй) — Гектор Хуан Карлос Джонни Тапия
- 2004: Форт Аламо (Джон Ли Хэнкок) — капитан Хуан Сегуин
- 2004: Чемоданы Тульса Люпера: Из Во к морю (Питер Гринуэй)
- 2006: Anthony: Warrior of God (Antonello Belluco)
- 2007: Золотой век (Шекхар Капур) — Филипп II
- 2007: Караваджо (Анджело Лонгони) — Франческо Дель Монте
- 2008: Че (Стивен Содерберг) — капитан Марио Варгас
- 2008: La Conjura de El Escorial (Антонио дель Реаль)
- 2008 : Непостижимо (Мэри Макгакиан)
- 2009: Посланец Содома (Сигфрид Монлеон, номинация на премию Гойя) — Хайме Хиль де Бьедма
- 2009: God’s Spy (Andrew Morahan)
- 2010: Плюс один: как мы это делаем (Мэри Макгакиан)
- 2010: Рыцарь дня (Джеймс Мэнголд) — Антонио
- 2010: Бунраку (Guy Moshe)
- 2010: Там обитают драконы (Ролан Жоффе) — дон Хосе
- 2011: Коломбиана (Оливье Мегатон) — Марко
- 2012: Мужчины на грани (Сеск Гай)
- 2013: Риддик (Дэвид Туи) — Сантана
- 2015: Человек-муравей (Пейтон Рид) — Кастильо
- 2015: В сердце моря (Рон Ховард) — испанский капитан
- 2016: Преступник (Ариэль Вромен) — Хавьер Хаймдаль
- 2016: Королева юга (Шарлотта Зилинг) — Rocco de la Penna
- 2017: Музыка тишины — Сандро
- 2018: Человек, который убил Дон Кихота — Алексей Мишкин
- 2018: Ибица — Эрнандо
- 2018: Скорость убивает — Жюль Бергман

### Режиссёр
- 1993: Walter Peralta (номинация на премию «Гойя» за лучший короткометражный фильм, Национальная премия за лучший короткометражный фильм на КФ в Алькала-де-Энарес)
- 1995: No me importaría irme contigo
- 2002: No somos nadie / Мы никто
- 2007: Cinemart
- 2012: 88